# Maryse Sallois
Maryse Sallois-Dusseaulx née Maryse Sallois le 19 janvier 1950  à Persan (Seine-et-Oise, actuel Val-d'Oise) est une ancienne joueuse internationale de basket-ball française, qui évoluait au poste d'arrière.

## Biographie
Née en région parisienne en 1950, elle réside jusqu'à ses douze ans à Boulogne-sur-Mer, où son père travaille à la SNCF et préside le club de volley-ball, alors que Maryse pratique la gymnastique. Quand il est muté à Clermont-Ferrand en 1963, elle est élève au lycée Jeanne-d’Arc avec Édith Tavert pour professeur de sport. Elle y apprend le basket-ball et deviendra un des piliers du Clermont Université Club (CUC) avec lequel elle remporte 12 titres consécutifs de championne de France (entre 1967 et 1979). Elle dispute quatre fois la finale des Coupe des clubs champions mais le CUC est battu par le Daugawa Riga et sa pivot Uļjana Semjonova en 1971, 1973, 1974 et 1977
Maryse Sallois a été sélectionnée à 85 reprises équipe de France entre le 7 mai 1974 au Mans pour une rencontre contre la Yougoslavie et le 12 mai 1979 à Séoul (Corée du Sud) pour une rencontre face aux États-Unis, pour un total de 120 points inscrits. Lors du Championnat du monde à Séoul en 1979, elle parvient à limiter l'impact de la star de l'équipe du Brésil, Hortência Marcari, ce qui qualifie la France pour la poule finale.
En 1976, elle dispute le championnat d'Europe organisé en France, où la France se classe quatrième battue par les intouchables Soviétiques mais aussi les  Tchécoslovaques et les Bulgares. L'année 1976 est triplement décevante, car au Canada la France échoue au tournoi de qualification pour les Jeux olympiques de 1976, après un revers en prolongations contre la Pologne. En club, le CUC perd une nouvelle fois en finale de la  Coupe d'Europe contre le Sparta de Prague, alors que les Soviétiques ne sont pas qualifiées et que Clermont était donc favori.

## Vie privée
En 1980, elle épouse le journaliste sportif et rédacteur en chef de BasketBall Magazine, Jean-Pierre Dusseaulx. Le couple a deux enfants Nicolas et Anne-Charlotte. Il meurt à l'âge de 75 ans, le 1er mars 2017. 
Parallèlement à sa carrière de joueuse, Maryse passe un DEA en psychologie, travaille au CHU de Clermont-Ferrand et entame une recherche sur la motricité des enfants strabiques. Elle obtient un diplôme d’orthoptie et s'installe en région parisienne.

## Club
- 1963 - 1980 :  Clermont UC

## Palmarès

### Équipe de France
- Participation aux championnats d'Europe 1974 (2,7 points par match), 1976 (0 point), 1978 (3,2 points par match) et au Championnat du monde 1979 (5,5 points par match)[6]
- 85 sélections en équipe de France

### Club
- Finaliste de la Coupe des champions 1971, 1973, 1974, 1976, 1977
- 12 titres consécutifs de championne de France avec Clermont en 1967, 1968, 1969, 1970, 1971, 1972, 1973, 1974, 1975, 1976, 1977, 1978 et 1979.